# جاکومو کارینی
جاکومو کارینی (ایتالیایی: Giacomo Carini؛ زادهٔ ۲ ژوئیهٔ ۱۹۹۷) شناگر اهل ایتالیا است.
وی در مسابقات کشوری و بین‌المللی در مجموع برندهٔ ۲ مدال نقره، ۱ مدال برنز شده‌است.